# Полин мітлистий
Полин мітлистий (Artemisia scoparia) — вид трав'янистих рослин родини айстрових (Asteraceae).

## Поширення
Широко поширена степова рослина. Ареал займає східні і південні райони України, Росію, Кавказ, Середню Азію, Малу Азію, Іран, Афганістан, Монголію, Китай, Корею, Японію. Зростає на легких піщаних і супіщаних ґрунтах, по берегах річок, на полях, пасовищах, на степових луках з солончаковими ґрунтами, на щебенистих схилах. Нерідко утворює великі зарості, особливо в степових і напівпустельних південних районах.

## Опис
Однорічна або дворічна рослина. Перисто-розсічене листя з вузькими лінійно-ланцетними або ниткоподібними часточками, в молодому віці запушене, пізніше — голе. Має дерев'янисте кореневище, від якого відходять безліч відростків і пагонів. Квітконосні стебла висхідні або прямовисні, 30–60 см завдовжки, бурі, біля основи здеревілі. Квітки жовті або червонуваті, в яйцюватих пониклих кошиках, які утворюють кисть. Крайові квітки маткові, ниткоподібно-трубчасті, 2-зубчаті; середні — двостатеві, трубчасті, 5-зубчаті. Цвіте з кінця липня до пізньої осені. Плід — сім'янка.
У рослині встановлено наявність різних елементів, зокрема таких рідкісних, як титан і гелій. Зміст смол в наземній частини 4,35–5,57 %, в коренях — 1,08–1,37 %, квітках — 7,91 %. Вся рослина містить також органічні кислоти: лимонну, яблучну, щавлеву, оцтову, пропіонову і валеріанову; дубильні речовини (в траві 3,61–4,74 %, в коренях 2–2,5 %), що відносяться до пірогалової групи. Крім того, наземна частина рослини містить ефірну олію, максимальне накопичення якої спостерігається в фазу цвітіння (до 0,96 %).

## Використання

### Лікувальні властивості
У народній медицині водний настій трави застосовують при порушеннях менструального циклу і як протиглисний. З цими ж цілями призначають відвар полину, а також використовують як жовчогінний, для поліпшення травлення, при печії, кашлі, неврастенії, епілепсії, головного болю, застуді, ревматизмі.
Рослина популярна в китайській, тибетській і індійській медицині як антимікробний, сечогінний, жарознижувальний і протизастудний засіб, при захворюваннях органів дихання і як відхаркувальний.
У офіційній медицині застосовується препарат артемізол на основі цього полину, що застосовується як спазмолітичний засіб при жовчно-кам'яній хворобі.

### Кулінарія
У кулінарії європейських країн і США цей вид полину використовують в сушеному вигляді в невеликих дозах (на кінчику ножа): приправляють смажене м'ясо за 1–2 хв до готовності. Найчастіше рослину використовують для ароматизації маринаду, в якому витримують м'ясо перед смаженням або тушенням. Полином приправляють м'ясні фарші, додають до картопляних або цибулевих супів, капусти, шпинату.